# Nmap
Nmap é um software livre que realiza port scan desenvolvido pelo Gordon Lyon, autoproclamado hacker "Fyodor". É muito utilizado para avaliar a segurança dos computadores, e para descobrir serviços ou servidores em uma rede de computadores.
Nmap é conhecido pela sua rapidez e pelas opções que dispõe. O Nmap é um programa CUI (Console User Interface), pelo que corre na linha de comandos, mas este tem uma interface gráfica (GUI), o NmapFE (Nmap Front End), que foi substituido pelo Zenmap em 11 de Outubro de 2007, por ser uma versão portátil e prover uma interface melhor para execução e especialmente para visualização e análise dos resultados do Nmap.

## História
Nmap foi primeiramente publicado em setembro de 1997, em um artigo na revista Phrack com o código-fonte incluso. Com a ajuda e contribuições da comunidade de segurança de computadores, o desenvolvimento continuou. Atualizações do programa incluem detecção do sistema operacional, detecção de serviço, código reescrito de C para C++, tipos adicionais de scanning, suporte a novos protocolos e novos programas que complementam o núcleo do Nmap.

## Recursos
Os recursos do Nmap incluem:
- Descoberta de hosts - Identificando hosts na rede. Por exemplo, recebendo respostas de Ping ou de uma porta aberta.
- Scanner de portas - Mostrando as portas TCP e UDP abertas.
- Deteção de versão - Interrogando serviços na rede para determinar a aplicação e o número da versão.
- Deteção do sistema operacional - Remotamente determina o sistema operacional e as características de hardware do host.
- Interação com scripts com o alvo - Usando Nmap Scripting Engine e Lua.

Além desses recursos, Nmap pode prover informações furtivas do alvo, incluindo DNS reverso, tipos de dispositivos, e endereços MAC.

## Usos éticos e legalidade
Nmap é uma ferramenta que pode ser usada para descobrir serviços em sistemas conectados a internet. Como qualquer outra ferramenta do tipo, pode ser usada para black hat hacking, e um precursor para acesso não autorizado em sistemas. Por outro lado, pode também ser usado por administradores de sistema para procurar por falhas de segurança.

## Exemplos
```
$ 
nmap
 
-A
 
scanme.nmap.org

Starting Nmap 6.47 ( https://nmap.org ) at 2014-12-29 20:02 CET

Nmap scan report for scanme.nmap.org (74.207.244.221)

Host is up (0.16s latency).

Not shown: 997 filtered ports

PORT     STATE SERVICE    VERSION

22/tcp   open  ssh        OpenSSH 5.3p1 Debian 3ubuntu7.1 (Ubuntu Linux; protocol 2.0)

| ssh-hostkey:

|   1024 8d:60:f1:7c:ca:b7:3d:0a:d6:67:54:9d:69:d9:b9:dd (DSA)

|_  2048 79:f8:09:ac:d4:e2:32:42:10:49:d3:bd:20:82:85:ec (RSA)

80/tcp   open  http       Apache httpd 2.2.14 ((Ubuntu))

|_http-title: Go ahead and ScanMe!

9929/tcp open  nping-echo Nping echo

Warning: OSScan results may be unreliable because we could not find at least 1 open and 1 closed port

Device type: general purpose|phone|storage-misc|WAP

Running (JUST GUESSING): Linux 2.6.X|3.X|2.4.X (94%), Netgear RAIDiator 4.X (86%)

OS CPE: cpe:/o:linux:linux_kernel:2.6.38 cpe:/o:linux:linux_kernel:3 cpe:/o:netgear:raidiator:4 cpe:/o:linux:linux_kernel:2.4

Aggressive OS guesses: Linux 2.6.38 (94%), Linux 3.0 (92%), Linux 2.6.32 - 3.0 (91%), Linux 2.6.18 (91%), Linux 2.6.39 (90%), Linux 2.6.32 - 2.6.39 (90%), Linux 2.6.38 - 3.0 (90%), Linux 2.6.38 - 2.6.39 (89%), Linux 2.6.35 (88%), Linux 2.6.37 (88%)

No exact OS matches for host (test conditions non-ideal).

Network Distance: 13 hops

Service Info: OS: Linux; CPE: cpe:/o:linux:linux_kernel

TRACEROUTE (using port 80/tcp)

HOP RTT       ADDRESS

1   14.21 ms  151.217.192.1

2   5.27 ms   ae10-0.mx240-iphh.shitty.network (94.45.224.129)

3   13.16 ms  hmb-s2-rou-1102.DE.eurorings.net (134.222.120.121)

4   6.83 ms   blnb-s1-rou-1041.DE.eurorings.net (134.222.229.78)

5   8.30 ms   blnb-s3-rou-1041.DE.eurorings.net (134.222.229.82)

6   9.42 ms   as6939.bcix.de (193.178.185.34)

7   24.56 ms  10ge10-6.core1.ams1.he.net (184.105.213.229)

8   30.60 ms  100ge9-1.core1.lon2.he.net (72.52.92.213)

9   93.54 ms  100ge1-1.core1.nyc4.he.net (72.52.92.166)

10  181.14 ms 10ge9-6.core1.sjc2.he.net (184.105.213.173)

11  169.54 ms 10ge3-2.core3.fmt2.he.net (184.105.222.13)

12  164.58 ms router4-fmt.linode.com (64.71.132.138)

13  164.32 ms scanme.nmap.org (74.207.244.221)

OS and Service detection performed. Please report any incorrect results at https://nmap.org/submit/ .

Nmap done: 1 IP address (1 host up) scanned in 28.98 seconds

```